# دانشگاه علوم بهداشتی راجیو گاندی

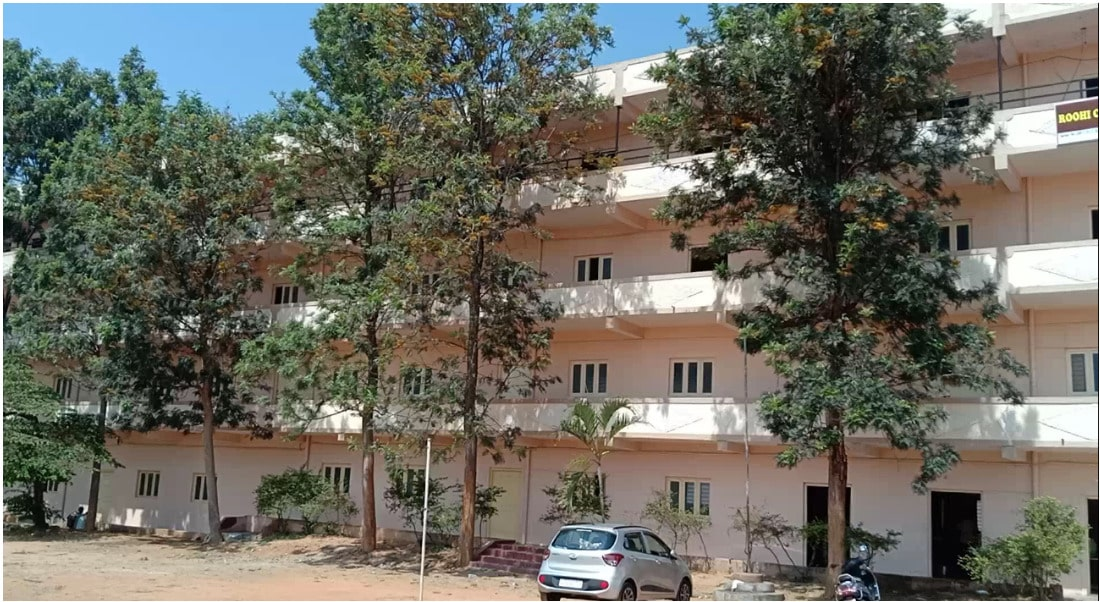
دانشکده پرستاری

دانشگاه علوم بهداشتی راجیو گاندی (به هندی: राजीव गांधी स्वास्थ्य विज्ञान विश्वविद्यालय) داانشگاهی در بنگلور، ایالت کارناتاکا، کشور هند است که در تاریخ ۱ ژوئن ۱۹۹۶ برای تنظیم و ارتقاء آموزش عالی در علوم بهداشتی در سراسر ایالت توسط دولت ایالت بنیان‌گذاری شد.
دانشکده‌های پزشکی، دندان‌پزشکی و پیراپزشکی این دانشگاه به‌طور مداوم به عنوان برترین دانشکده‌های هند رتبه‌بندی می‌شوند. این دانشگاه بزرگترین دانشگاه علوم بهداشتی هند است.

## دانشکده‌ها
این دانشگاه دانشکده‌ها و گروه‌های دانشگاهی واحدی ندارد بلکه به صورت ستادی عمل می‌کند و دارای دانشکده‌های اقماری و تحت نظارت زیادی در منطقه است. در سال ۲۰۱۵، این دانشگاه دارای ۱۲۲۷ دانشکده بود. این دانشکده‌ها به طور کلی در زمینه‌های زیر فعال هستند:
- پزشکی
- دندان‌پزشکی
- داروسازی
- پرستاری
- هومئوپاتی
- پیراپزشکی
- فیزیوتراپی
- آیرودا
- اونانی
- ناتوروپاتی و علوم یوگی
- علوم بهداشتی متفرقه